# Гонгор, Франтишек
Франтишек Гонгор (пол. Franciszek Gągor; 8 сентября 1951, Коженна, Польша — 10 апреля 2010, Смоленск, Россия) — военный деятель Польши, генерал, глава Генерального штаба Войска Польского с 2006 по 2010 год. Доктор военных наук.
Участвовал в войне в Персидском Заливе (1991). Совместно с Кшиштофом Пашковским является автором книги «Доктрина обороны Республики Польша для операций по поддержанию мира».

## Биография
Родился 8 сентября 1951 года в селе Конюшова (гмина Коженна) вблизи города Новы-Сонч.
В 1969—1973 годах обучался в Военном училище Наземных войск им. Тадеуша Костюшко (пол. Wyższa Szkoła Oficerska Wojsk Lądowych im. gen. Tadeusza Kościuszki) во Вроцлаве. Кроме того проходил обучение в Университете им. Адама Мицкевича (пол. Uniwersytet im. Adama Mickiewicza) в Познани (1983), Национальном Университете Обороны (пол. Akademia Obrony Narodowej) в Варшаве (1998). Проходил подготовку в Оборонном училище НАТО (англ. NATO Defense College) в Риме (2001) и Национальном Университете Обороны (англ. National Defense University) в Вашингтоне, США (2002).
После окончания военного училища в 1973 году был направлен на службу во 2й танковый полк, где был командиром разведывательного взвода, а затем командиром роты. В 1978 году он был назначен старшим преподавателем в Военном училище Наземных войск, где проводил подготовку и обучение польских контингентов, предназначенных для миротворческих операций.
В 1991 году участвовал в войне в Персидском Заливе и стал заместителем командующего войсками польского контингента в рамках операции «Буря в пустыне».
В 1993 году, получив звание полковника, он возглавляет миротворческие силы Польши. В 1997 году повышен до звания бригадного генерала.
26 февраля 2006 года назначен главой Генерального штаба Войска Польского. Вскоре после этого, 3 мая, он был произведён в звание генерала армии.
Был женат, имел двоих детей. Владел английским, французским и русским языками. Увлекался историей и теннисом.
Погиб в авиакатастрофе под Смоленском 10 апреля 2010 года.

## Звания
- подпоручик — 1973
- поручик — 1976
- капитан — 1980
- майор — 1985
- подполковник — 1989
- полковник — 1993
- генерал бригады — 1997
- генерал дивизии — 2003
- генерал брони — 2006[4]
- генерал — 2006[3]

## Награды

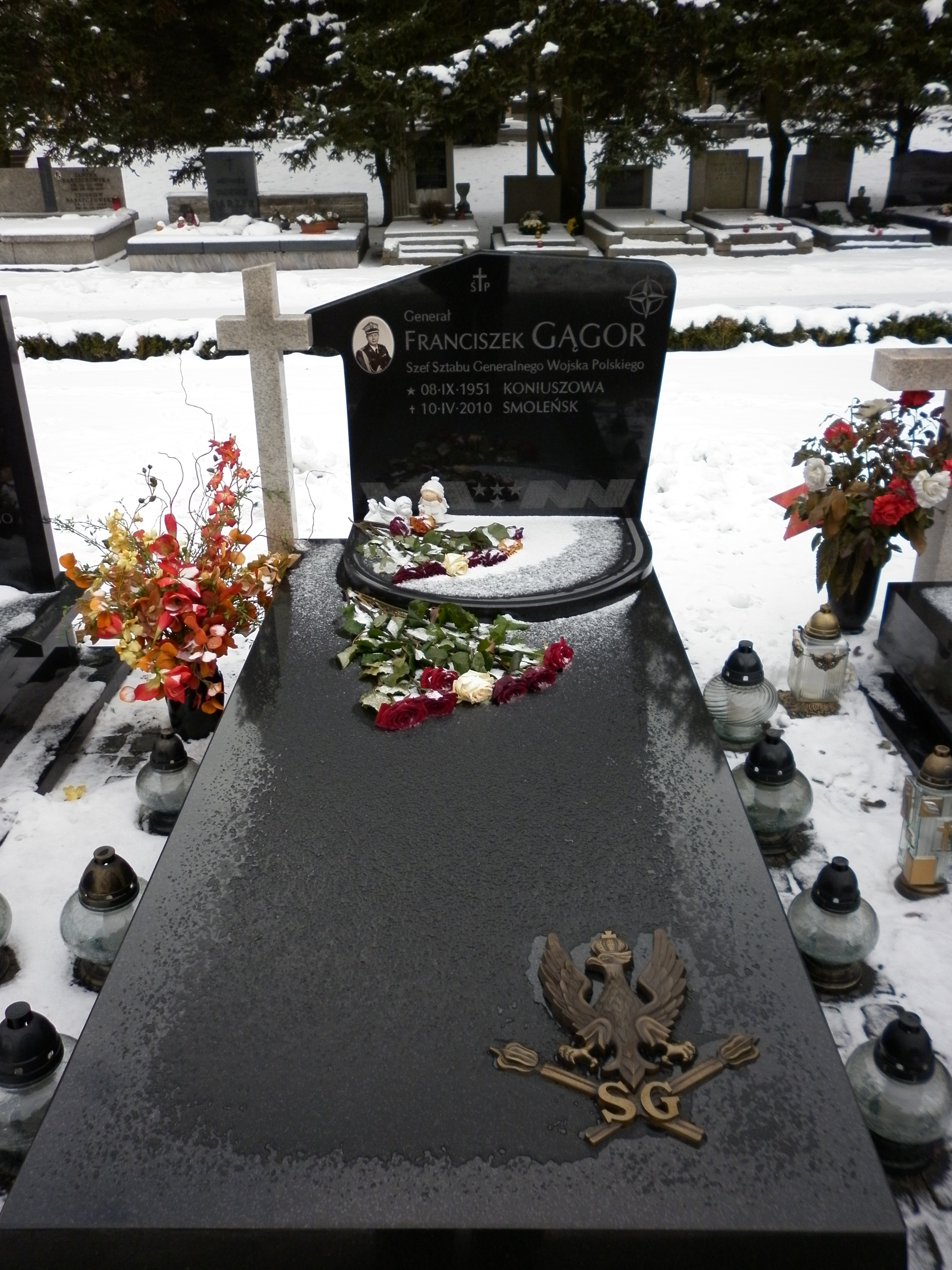
Могила Ф.Гонгора на варшавском кладбище Воинское Повонзки

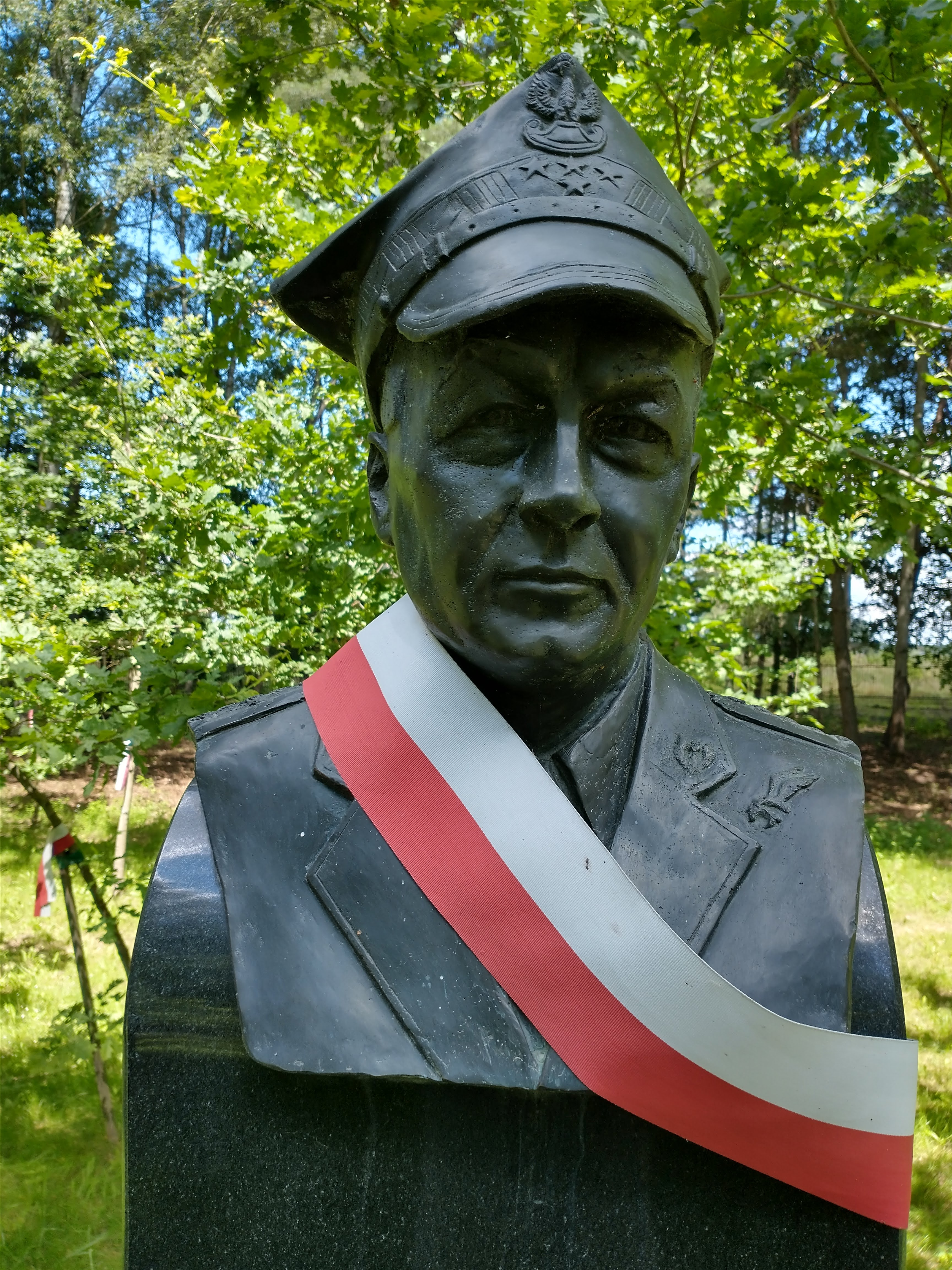
Памятник Францишеку Гонгору в Оссуве

- Большой крест Ордена Возрождения Польши (2010, посмертно)[5]
- Офицерский крест Ордена возрождения Польши
- Кавалерский крест Ордена возрождения Польши
- Золотой крест заслуги
- Золотая медаль «Вооружённые силы на службе Родине»
- Золотая медаль «За заслуги в обеспечении обороноспособности страны»
- Медаль «Pro Memoria»
- Кавалер Большого креста португальского ордена Заслуг (2008)[6]
- Командор ордена Почётного легиона (Légion d’honneur, 17 декабря 2008, Франция)[7]
- Командор ордена «Легион Почёта» (Legion of Merit, 23 мая 2008, США)[8]
- Медаль за службу по поддержанию мира, за службу в миссии ООН на Ближнем Востоке (UNEF II In The Service Of Peace Medal)
- Медаль за службу по поддержанию мира, за службу в миссии ООН на Голанских высотах (UNDOF In The Service Of Peace Medal)
- Медаль за службу по поддержанию мира, за службу в миссии ООН в Ирако-Кувейтском конфликте (UNIKOM In The Service Of Peace Medal)
- Боевой знак парашютиста